# Ludovica Squirru
Ludovica Squirru Dari (Buenos Aires, 9 de mayo de 1956) es una astróloga, escritora, poeta y actriz argentina.

## Biografía
Su padre Eduardo Squirru, fue agregado civil en China acompañando al primer embajador argentino en ese país, José Arce, y recibió desde niña la educación basada en la cultura oriental. Ya en la infancia oyó hablar del I Ching, Lao-Tse y Confucio.
Estudió astrología Dharma con el profesor Wang, seguido de otro curso de I Ching en el Himalaya Institute de Nueva York y realizó estudios sobre El libro de los cambios con el profesor Juan Flesca, especializado en Filosofía Oriental. 
En 1988 viaja a China para estudiar con reconocidos maestros de ese arte.
En los medios de comunicación de América Latina presentó la astrología oriental y es autora de los libros del Horóscopo chino publicados desde 1982. Además en colaboración con el doctor Juan Galindo publicó Alimentación y horóscopo chino.

"Soy holística y mis libros son testimonios de mi presente. Creo en la mutación, en la evolución y en la transmisión. El que quiera seguirme tendrá que aprender cosas nuevas e incorporar el pasado al presente. El trabajo es deleite y por eso les ofrezco siempre lo mejor de mi, en cada libro el que podrán disfrutar solos o junto a su animal favorito".

Actualmente investiga la conexión de la astrología maya con la china.
Con la colaboración de Carlos Barrios escribió El libro del destino:Kam Wuj: astrología maya publicado por Sudamericana en 2000. El libro introduce en el concepto de Kam Wuj como una forma de interpretar la astrología maya. Es una introducción comprensiva a tema compilada con la ayuda de varios autores.
Además, como actriz estudió interpretación en el Conservatorio Nacional de Arte Dramático de Buenos Aires y en el taller de actores de Carlos Gandolfo. Debutó con Tato Bores y después trabajó con Andrés Percivale con quien aprovechó para introducir el tema del horóscopo chino. Es conocida por escribir sus propios guiones. Además interpretó obras de Molière y Esquilo.
Actualmente vive en el Valle de Traslasierra, Córdoba.

## Fundación Espiritual de la Argentina
Desde 2003, Ludovica Squirru lidera un encuentro anual llamado Fundación Espiritual de la Argentina. Cada 4 de diciembre, antes del atardecer, la astróloga planta la bandera argentina en Traslasierra y convoca a refundar la Argentina en una ceremonia que incluye palabras, música y reflexiones. 

## Libros
Son algunos de sus libros:
- 1990, Mi China. ISBN 9509216488
- 1991, L.S.D. ISBN 9507420622
- 2000, Horóscopo Chino 2001. ISBN 9500824523
- 2000, Kam Wuj el libro del destino. ISBN 9500714493
- 2005, Horóscopo Chino 2006.ISBN 9500831708
- 2007, Horóscopo Chino 2008.ISBN 9500835010
- 2010, Horóscopo Chino 2011. ISBN 9788496111899
- 2013, Doyo.ISBN 978-950-08-4183-2
- 2013, Horóscopo Chino 2014.ISBN 9789500842839
- 2014, Horóscopo Chino 2015. ISBN 9789589621820
- 2015, Horóscopo Chino 2016
- 2016, Horóscopo Chino 2017
- 2017 Horóscopo Chino 2018
- 2018 Horóscopo Chino 2019
- 2019 Horóscopo Chino 2020
- 2020 Horóscopo Chino 2021
- 2021 Horóscopo Chino 2022
- 2022 Horóscopo Chino 2023
- 2023 Horóscopo Chino 2024 (40 años) / Best Seller

## Filmografía
- 1977, Saverio el cruel
- 1983, Los enemigos, mujer histérica
- 1984, El hombre que ganó la razón
- 1987, La era del ñandú